# Drymoanthus
Drymoanthus é um género botânico pertencente à família das orquídeas (Orchidaceae).